# Les Grands Amiraux
Les Grands Amiraux sont un jeu de société créé par Max Gerchambeau et édité pour la première fois en 1970. La stratégie, le bluff et la mémoire interviennent fortement à différents niveaux du jeu.

## Règle du jeu
Les Grands Amiraux opposent deux joueurs (l’un avec des pièces rouges, l’autre avec des blanches) sur un plateau de 10 lignes par 8 colonnes, dont 4 cases (C5, C6, F5 et F6) situées sur les lignes centrales sont condamnées.

### Valeur et représentation des pièces
La flotte de chaque joueur se compose de 32 pièces :
- 1 grand amiral (vainqueur en attaque et perdant en défense)
- 1 porte-avions, force 6
- 2 porte-hélicoptères, force 5
- 3 croiseurs, force 4
- 4 destroyers, force 3
- 5 escorteurs, force 2
- 6 sous-marins, force 1
- 5 dragueurs de mines, force 0
- 5 mines

La valeur de chaque pièce est représentée par un symbole visible d’un seul côté de la pièce (sauf le Grand Amiral)
- Le grand amiral est représenté par un galon et 4 étoiles (visibles des deux côtés de la pièce);
- Les porte-avions, porte-hélicoptères, croiseurs, destroyers, escorteurs et sous-marins sont représentés par leur force;
- Les dragueurs de mines sont représentés par un rond plein;
- Les mines sont représentées par un carré vide au centre d’un rond plein.

### Objectif
L’objectif est de capturer le Grand Amiral adverse, quelles que soient les autres pertes militaires.

### Mise en place
En début de partie, chaque joueur dispose la totalité de ses pièces sur les lignes de 1 à 4 (pour le joueur blanc) ou 7 à 10 (pour le joueur rouge), la face avec la force de la pièce face à lui (à l’exception du Grand Amiral, leur valeur n’est donc pas visible par le joueur adverse). 
Cette phase de placement est stratégique et déterminante pour la suite de la partie. On notera que l’emplacement des mines est définitif, puisqu’elles ne peuvent être déplacées par la suite. 

### Déroulement du jeu
À son tour, chaque joueur déplace une de ses pièces :
- soit vers une case vide immédiatement adjacente
- soit vers une case adjacente déjà occupée par une pièce ennemie
- soit en sautant une ou plusieurs fois (à la manière du jeu de dames) par-dessus des pions ennemis, par des mouvements horizontaux ou verticaux

#### Déplacement vers une case adjacente vide
Les mines ne peuvent pas être déplacées.
Le grand amiral se déplace d’une seule case en ligne ou en colonne.
Toutes les autres pièces se déplacent dans n’importe quelle direction d’une case à la fois.

#### Attaque frontale (duel)
Les mines ne peuvent pas attaquer.
Toutes les autres pièces (y compris le grand amiral) attaquent dans n’importe quelle direction d’une case à la fois.
L’attaquant déplace sa pièce sur la case de la pièce ennemie, et les deux pièces sont retournées pour la dévoiler à l’adversaire ; la pièce avec la force la plus faible est éliminée, l’autre reste en jeu face cachée à l’adversaire (qui peut mémoriser la force de cette pièce et désormais jouer en fonction). Si les deux pièces sont de même valeur, elles sont toutes les deux éliminées de la partie.
Une mine est plus faible qu'un dragueur de mine, mais plus forte que toutes les autres pièces. (Autrement dit, à l'exception des dragueurs de mines, toute pièce qui attaque une mine est détruite)
Le Grand Amiral est toujours vainqueur lorsqu’il attaque un navire, mais tout navire qui attaque le Grand Amiral est vainqueur (et met fin à la partie).

#### Attaque par saut
Les mines ne peuvent pas attaquer.
Toutes les autres pièces peuvent « sauter » par-dessus une pièce adverse (adjacente en ligne ou en colonne) si la case située immédiatement derrière est vide.
La pièce sautée est révélée : s’il s’agit d’une mine, la pièce attaquante est détruite, sauf si cette dernière est un dragueur de mines.
Si elle n’est pas détruite, la force de la pièce attaquante n’est pas révélée (sauf dans le cas d’un dragueur de mines qui a rencontré une mine); la pièce sautée est retirée du jeu, et le joueur peut effectuer immédiatement un nouveau saut avec la même pièce (s’il le souhaite, et si sa position d'arrivée s’y prête).
Un saut n’est jamais obligatoire.

### Gagnant
Le joueur dont l’une des pièces a attaqué (et donc capturé) le Grand Amiral adverse est déclaré vainqueur.

## Historique du jeu
Le jeu des Grands Amiraux est une variante navale du jeu Stratego, qui lui-même tire son inspiration du jeu de L’Attaque. 
Par rapport à Stratego, la disparition d’une unité au mouvement identique à celui de l’éclaireur ou aux caractéristiques de l’espion, et l’ajout des règles permettant de bouger la « cible », mais surtout permettant de sauter par-dessus les pions de l’adversaire (où le rapport de force change et où on n’a pas à dévoiler la force de sa pièce) au lieu de faire de simples duels, en font un jeu très différent du jeu dont il s’inspire. Malgré des notes de satisfaction plus élevées pour Les Grands Amiraux que pour Stratego (réf. : Tric Trac ou S-&-V sur JeuxSoc), le jeu n’a pas eu le même succès commercial.